# Nehrove
Nehrove  (ucraniano: Негрове) es una localidad del Raión de Bilhorod-Dnistrovskyi en el Óblast de Odesa de Ucrania. Según el censo de 2001, tiene una población de 266 habitantes.